# Театр Мальмё
Театр Мальмё (швед. Malmö Teater, официальное название Kongl. Priwilegierade Theatern i Malmö) — первый театр в городе Мальмё, существовавший с 1809 по 1938 год.

## История и деятельность
Первая известная профессиональная театральная труппа в городе упоминается в 1691 году. В 1720 году Мальмё посетила немецкая театральная труппа, после того, как окончила гастроли в Копенгагене. Немецкие артисты выступали в помещении Knutssalen мэрии Мальмё. Этот зал впоследствии стал обычным местом, где давали свои представления передвижные театральные труппы.
В 1754 году стокгольмская театральная труппа Kungliga svenska skådeplatsen выступала в Мальмё, но интерес жителей города к этому событию был прохладным, и было дано только одно представление.
В 1795 году власти города посчитали, что их зал Knutssalen «слишком достоин для такого простого использования», и вместо него путешествующие театральные труппы должны были выступать в здании № 416, расположенном в районе улиц Norra Vallgatan и Västergatan, где был основан «Commediaehuset», в котором шли представления в 1798—1799 годах.
В 1801 году в Мальмё удалось открыть новый постоянный театр на улице Grynbodgatan, 741. Его местоположение с точки зрения подъезда экипажей и потребность в хорошем театре только росла. Движущей силой строительства нового здания театра был тогдашний мэр Мальмё Карл Нордлинд. Его цель состояла в том, чтобы сделать Мальме более представительным и подходящим для того, чтобы стать второй столицей Швеции, в соответствии с планами, возникшими после того, когда король Густав IV Адольф жил со своей семьей в Мальмё в собственном доме в 1806—1807 годах. Проект нового здания был подготовлен главным дирижёром Андерсом Сундстрёмом; строительство началось в 1807 году и было завершено через два года. Театр вмещал около 500 зрителей.
Первый спектакль в новом здании театра с названием «Королевский привилегированный театр в Мальмё» («Kongl. Priwilegierade Teater i Malmö»), состоялся 16 октября 1809 года, когда театральная труппа «Svenska Komiska Teatertruppen under Brulo och Ambrosiani» представила постановку собственного произведения с прологом и вокалом «Ägtenskabs-Skillnaden». Это событие и стало датой основания театра.
В театре Мальмё не было постоянного театрального коллектива, и его регулярно посещали различные передвижные театральные труппы. Первым из них был Svenska Komiska Teatern из Стокгольма. В числе известных приглашенных Malmö Teater артистов были: Енни Линд, которая выступала в 1840 году; датский артист балета Август Бурнонвиль, Сара Бернар, выступавшая в 1883 году. Многие известные коллективы регулярно давали представление в театре Мальмё до 1938 года: August Strindbergs Försöksteater, Городской театр Хельсингборга, Riksteatern и Городской театр Гётеборга.
Театр Мальмё действовал до 1938 года и был закрыт. Впоследствии его здание было снесено и в 1961 году на этом месте были построены торговые помещения.